# Колотыркин, Яков Михайлович
Я́ков Миха́йлович Колоты́ркин (1 [14] ноября 1910 — 2 ноября 1995) — советский учёный в области физико-химии, доктор химических наук, действительный член АН СССР и РАН, профессор, директор Научно-исследовательского физико-химического института им. Л. Я. Карпова.
Герой Социалистического Труда (1980), лауреат премии Совета Министров СССР (1983).

## Биография
Родился в деревне Занино Духовщинского уезда Смоленской губернии (ныне Ярцевского района Смоленской области) в семье крестьянина. Русский.
С раннего детства трудился в родительском крестьянском хозяйстве, одновременно в 1922 году окончил Мамоновскую начальную сельскую школу, в 1928 году — среднюю школу в городе Духовщина.
В 1929 году семья Колотыркиных переехала в село Сущёво Смоленской области и вступила в трудовую коммуну. Будучи активным комсомольцем, Яков Колотыркин с 1930 года работал инспектором по организации труда в колхозах, в 1931 году — заместителем секретаря райкома ВЛКСМ в городе Духовщина, в том же году был назначен председателем Клепиковского сельсовета Смоленской области.
В 1932 году приехал в Москву и поступил на химический факультет Московского государственного университета имени М. В. Ломоносова.
После успешного окончания университета направлен в Научно-исследовательский физико-химический институт имени Л. Я. Карпова. С 1938 года — научный сотрудник института, с 1942 года — старший научный сотрудник. Член ВКП(б) с 1940 года.
Уже в 1948 году был назначен директором НИФХИ, но через три года снят с должности и понижен до заместитела директора, а в 1953 году — до старшего научного сотрудника института. В 1956 году им была организована лаборатория коррозии и электрохимии металлов, которую он возглавлял до конца своих дней, а в 1957 году вторично назначен директором института, и возглавлял институт 32 года.
В 1954 году защитил докторскую диссертацию. В 1957 году стал профессором. В 1966 году был избран членом-корреспондентом АН СССР.
Колотыркин стал одним из создателей современной теории коррозии и защиты металлов. Созданная им теория коррозии металлов получила международное признание, она позволяет предсказывать коррозионную стойкость металлов в различных условиях, разрабатывать методы противокоррозионной защиты, разрабатывать новые коррозионностойкие сплавы. Также им были развиты многих теоретические и прикладные разделы электрохимии. Выполнил ряд фундаментальных исследований в области кинетики растворения и пассивации металлов и сплавов, разработал новые электрохимические и радиометрические методы контроля металлов. Наиболее широко распространены предложенные им методы защиты металлов, особенно методы анодной и кислородной защиты.
В области электрохимии выполнил работы по строению двойного электрического слоя, кинетике электродных процессов, в том числе реакций выделения ионизации водорода и электросинтеза при высоких анодных потенциалах, а также по электрохимии металлов в неводных средах и электрохимическим превращениям в условиях радиации. Вывел доказательство электрохимической природы процессов коррозии твёрдых металлов в электролитических средах, развил адсорбционную теорию пассивности, развил теорию участия компонентов раствора в элементарных стадиях растворения металлов, развил потенциостатический метод коррозионных исследований, разработал теорию питтинговой коррозии, создал новую электрохимическую теорию растворения сплавов, разработал теории межкристаллитной коррозии, открыл явление растворения практически важных металлов и сплавов по химическому механизму, разработал теоретические основы создания коррозионностойких анодов для процессов электролиза.
В 1970 году был избран действительным членом (академиком) АН СССР.
Одновременно с работой в НИФХИ с 1974 года по 1984 год трудился заведующим кафедрой Московского института химического машиностроения, а с 1979 года по 1985 год — научным руководителем Всесоюзного межотраслевого научно-исследовательского института по защите металлов от коррозии.
Указом Президиума Верховного Совета СССР от 13 ноября 1980 года за большой вклад в развитие химической науки, многолетнюю научную и педагогическую деятельность и в связи с семидесятилетием со дня рождения Колотыркину Якову Михайловичу было присвоено звание Героя Социалистического Труда.
С 1989 года до конца жизни — почётный директор НИФХИ, при этом продолжал активнейшую научную деятельность до последних дней жизни, несмотря на возраст.
Был заместителем академика-секретаря Отделения общей и технической химии АН СССР (затем РАН) (1980—1995), председателем Научного совета по электрохимии и коррозии АН СССР и РАН.
Яков Михайлович — автор свыше 600 научных трудов и нескольких изобретений. основатель крупнейшей отечественной научной школы электрохимиков-коррозионистов. Главный редактор журналов «Химическая промышленность» (1960—1963) и «Электрохимия» (1988—1995), основатель и главный редактор журнала «Защита металлов» (1964—1991). Член редколлегий научных журналов Швейцарии и Великобритании по вопросам теории металлов.
Жил в Москве. Умер 2 ноября 1995 года. Похоронен на Троекуровском кладбище.

## Награды и звания
- Медаль «Серп и Молот»
- Три ордена Ленина (1963, 1975, 1980)
- Орден Трудового Красного Знамени (1970)
- Орден «Знак Почёта» (1953)
- Орден Дружбы народов (1986)
- Медаль «За трудовую доблесть» (1943, 1952)
- Медаль «За доблестный труд в Великой Отечественной войне 1941—1945 гг.»
- Медаль «Ветеран труда» (1984)
- Премия Совета Министров СССР (1983)
- Изобретатель СССР (1980)[1]
- Награждён золотыми медалями ВДНХ СССР (1957, 1970, 1978, 1979), серебряными медалями ВДНХ СССР (1972, 1974).
- Иностранный член Саксонской академии наук (Лейпциг, ГДР, 1971)
- Член-корреспондент Югославской академии наук и искусств (1977).
- Почётный доктор Будапештского университета (1985).
- Член многих научных обществ СССР, Японии, США, имеет многие другие награды

## Память
- В НИФХИ проводятся регулярные научные чтения памяти академика Я. М. Колотыркина.